# Radcliff
Radcliff is een plaats (city) in de Amerikaanse staat Kentucky, en valt bestuurlijk gezien onder Hardin County.

## Demografie
Bij de volkstelling in 2000 werd het aantal inwoners vastgesteld op 21.961.
In 2006 is het aantal inwoners door het United States Census Bureau geschat op 21.652, een daling van 309 (-1,4%).

## Geografie
Volgens het United States Census Bureau beslaat de plaats een oppervlakte van
29,7 km², geheel bestaande uit land.

## Plaatsen in de nabije omgeving
De onderstaande figuur toont nabijgelegen plaatsen in een straal van 20 km rond Radcliff.